# Campeonato Mundial de Ciclismo en Pista de 1893
El I Campeonato Mundial de Ciclismo en Pista se celebró en Chicago (Estados Unidos) el 11 y el 12 de agosto de 1893 bajo la organización de la Asociación Ciclista Internacional y la Federación Estadounidense de Ciclismo.
En total se disputaron 3 pruebas para ciclistas aficionados o amateur.

## Medallistas
| Evento      | Oro                             | Plata                           | Bronce                          |
| ----------- | ------------------------------- | ------------------------------- | ------------------------------- |
| Velocidad   | Arthur Zimmerman Estados Unidos | John Johnson Estados Unidos     | Julian Pye Bliss Estados Unidos |
| Medio fondo | Laurens Meintjes Sudáfrica      | Charles Albrecht Alemania       | Emil Ulbricht Estados Unidos    |
| 10 km       | Arthur Zimmerman Estados Unidos | Julian Pye Bliss Estados Unidos | John Johnson Estados Unidos     |

## Medallero
| Núm. | País           | Oro | Plata | Bronce | Total |
| ---- | -------------- | --- | ----- | ------ | ----- |
| 1    | Estados Unidos | 2   | 2     | 3      | 7     |
| 2    | Sudáfrica      | 1   | 0     | 0      | 1     |
| 3    | Alemania       | 0   | 1     | 0      | 1     |
|      | TOTAL          | 3   | 3     | 3      | 9     |